# بومفلد
بومفلد (به آلمانی: Böhmfeld) یک شهر در آلمان است که در آیشتت واقع شده‌است.

## خصوصیات
بومفلد ۱۶٫۲۸ کیلومترمربع مساحت دارد ۴۸۷ متر بالاتر از سطح دریا واقع شده‌است.